# Bendoiro
Bendoiro (oficialmente San Miguel de Bendoiro) es una parroquia española del municipio de Lalín, perteneciente a la provincia de Pontevedra, en la comunidad autónoma de Galicia.

## Historia
Hacia mediados del siglo XIX, el lugar, ya por entonces perteneciente a Lalín, tenía contabilizada una población de 393 habitantes. Aparece descrito en el cuarto volumen del Diccionario geográfico-estadístico-histórico de España y sus posesiones de Ultramar de Pascual Madoz con las siguientes palabras:

BENDOIRO (San Miguel de): felig. en la prov. de Pontevedra (9 leg.), dióc. de Lugo (10), part. jud. y ayunt. de Lalin (1): sit. sobre la márgen der. del r. Asneiro, con clima templado y sano: comprende los l. ó ald. de Bendoiro, Campo, Castro, Cruceiro, Iglesia, Jubin, Laje, Pedrouso y Vilar do Rio, que reunen 80 casas medianas: hay escuela privada, y la igl. parr. (San Miguel), matriz de San Martin de Padro, está servida por un curato de primer ascenso y patronato lego. El térm. confina con su citado anejo y felig. de Goyas, Gresande, Moneijas y Santiso: le baña el mencionado Asneiro que recogiendo el derrame de varias fuentes corre á unirse al Deza, poco mas arriba del puente de Taboada. El terreno es bastante fértil, con especialidad la parte de la ribera. Los caminos locales estan mal cuidados, y el correo se recibe por Lalin. prod.: centeno, maiz, trigo, legumbres, hortalizas, frutas, algun vino, y no carece de pastos y arbolado; cria algun ganado, y su ind. es la agrícola, varios telares y algun molino harinero. comercio: el que le proporcionan las ferias que se celebran en Lalin los dias 3 y 18 de cada mes. pobl.: 75 vec., 393 almas. contr.: con su ayuntamiento. (V.)
(Madoz, 1846, p. 201)

En 2022, tenía empadronados 273 habitantes.